# Annabel Ellwood
Annabel Ellwood (* 2. Februar 1978 in Canberra) ist eine ehemalige australische Tennisspielerin.

## Karriere
Ellwood begann im Alter von neun Jahren mit dem Tennissport. Beim Canberra International erreichte sie 2001 mit Nannie de Villiers ihr einziges Finale auf der WTA Tour, das sie mit 4:6 und 6:72 gegen Nicole Arendt/Ai Sugiyama verlor. Erfolgreicher war sie auf Turnieren des ITF Women’s Circuit, bei denen sie neun Einzel- und 14 Doppeltitel feiern konnte.
Für die australische Fed-Cup-Mannschaft bestritt sie 1997 und 1998 fünf Partien (Bilanz: Einzel 2:2, Doppel 1:0). Ihr Heimatland vertrat sie auch 1998 beim Hopman Cup.

## Abschneiden bei Grand-Slam-Turnieren

### Dameneinzel
| Turnier         | 1994 | 1995 | 1996 | 1997 | 1998 | 1999 | 2000 | 2001 | 2002 | Karriere |
| --------------- | ---- | ---- | ---- | ---- | ---- | ---- | ---- | ---- | ---- | -------- |
| Australian Open | —    | 1    | 1    | 2    | 3    | 1    | 1    | 1    | Q1   | 3        |
| French Open     | —    | —    | —    | 1    | 1    | —    | —    | —    | —    | 1        |
| Wimbledon       | Q1   | Q2   | 1    | 1    | Q3   | Q2   | Q1   | Q1   | —    | 1        |
| US Open         | —    | Q3   | 2    | 1    | Q3   | Q1   | Q2   | Q1   | —    | 2        |

Zeichenerklärung: S = Turniersieg; F, HF, VF, AF = Einzug ins Finale / Halbfinale / Viertelfinale / Achtelfinale; 1, 2, 3 = Ausscheiden in der 1. / 2. / 3. Hauptrunde; Q1, Q2, Q3 = Ausscheiden in der 1. / 2. / 3. Qualifikationsrunde; nicht ausgetragen

### Damendoppel
| Turnier         | 1995 | 1996 | 1997 | 1998 | 1999 | 2000 | 2001 | 2002 | Karriere |
| --------------- | ---- | ---- | ---- | ---- | ---- | ---- | ---- | ---- | -------- |
| Australian Open | 1    | 2    | 2    | 1    | 1    | AF   | 1    | 1    | AF       |
| French Open     | —    | 2    | 1    | 1    | 1    | 1    | AF   | —    | AF       |
| Wimbledon       | —    | —    | 1    | 1    | 1    | AF   | 1    | —    | AF       |
| US Open         | —    | 1    | AF   | 1    | 1    | 1    | 1    | —    | AF       |

### Mixed
| Turnier         | 1996 | 1997 | 1998 | 1999 | 2000 | 2001 | 2002 | Karriere |
| --------------- | ---- | ---- | ---- | ---- | ---- | ---- | ---- | -------- |
| Australian Open | —    | —    | 1    | —    | —    | AF   | AF   | AF       |
| French Open     | —    | 1    | —    | 1    | —    | —    | —    | 1        |
| Wimbledon       | AF   | —    | 2    | 2    | —    | 1    | —    | AF       |
| US Open         | —    | —    | —    | —    | —    | —    | —    | —        |

### Juniorinneneinzel
| Turnier         | 1993 | 1994 | 1995 | 1996 | Karriere |
| --------------- | ---- | ---- | ---- | ---- | -------- |
| Australian Open | AF   | HF   | F    | HF   | F        |
| French Open     | —    | 2    | —    | —    | 2        |
| Wimbledon       | —    | AF   | —    | —    | AF       |
| US Open         | —    | —    | F    | —    | F        |

Zeichenerklärung: S = Turniersieg; F, HF, VF, AF = Einzug ins Finale / Halbfinale / Viertelfinale / Achtelfinale; 1, 2, 3 = Ausscheiden in der 1. / 2. / 3. Hauptrunde; nicht ausgetragen